# Trại cải tạo Tân Cương
Trại cải tạo Tân Cương được gọi chính thức là Trung tâm huấn luyện và giáo dục nghề nghiệp thiết lập bởi chính phủ của Cộng hòa nhân dân Trung Hoa, là những trại giam giữ thuộc quản lý bởi Chính phủ khu tự trị Duy Ngô Nhĩ Tân Cương cho mục đích giam giữ người Duy Ngô Nhĩ từ năm 2017  như một phần của một "cuộc chiến của người dân chống khủng bố" được tuyên bố vào năm 2014. Trại đã được thành lập theo chỉ đạo của Tổng bí thư Tập Cận Bình và được chỉ đạo triển khai bởi bí thư đảng ủy, Trần Toàn Quốc. Những trại này là được báo cáo vận hành bên ngoài hệ thống pháp luật; nhiều người Duy Ngô Nhĩ theo tin tức bị giam giữ mà không qua tòa án và không có lời buộc tội được thu lại nào để chống lại họ. Chính quyền địa phương đang giam giữ hàng trăm nghìn người Duy Ngô Nhĩ cũng như những nhóm dân tộc thiểu số khác trong những trại cải tạo, cho những mục đích quốc gia đối phó với chủ nghĩa cực đoan và chính sách khủng bố và đẩy mạnh đồng hóa.
Kể từ 2018, người ta ước lượng rằng chính quyền Trung Quốc có thể đã giữ hàng trăm ngàn, có thể một triệu người, Duy Ngô Nhĩ, Kazakhs, Kyrgyz và những dân tộc khác như Hồi giáo, Công giáo Turkic cũng như một vài công dân nước ngoài như người Kazakhstan, những người đang bị giữ trong những trại giam giữ bí mật mà được đặt khắp khu vực. Trong tháng 5 năm 2018, Randall Schriver, người của Bộ quốc phòng Hoa Kỳ đã tuyên bố rằng "ít nhất 1 triệu nhưng có khả năng gần hơn tới 3 triệu công dân" bị giam giữ trong những trung tâm giam giữ trong một sự kết tội mạnh mẽ về "những trại tập trung". Tháng 8, 2018, một nhóm nhân quyền Liên hợp quốc đã nói rằng họ đã nhận được nhiều báo cáo đáng tin rằng 1 triệu người dân tộc Duy Ngô Nhĩ trong Trung Quốc bị giam giữ trong "những trại cải tạo". Cũng có nhiều báo cáo từ truyền thông, chính trị và những nhà nghiên cứu so sánh trại cải tạo tới Cách mạng văn hóa.
Trong năm 2019, các đại sứ Liên hợp quốc từ 22 quốc gia, bao gồm Australia, Canada, Pháp, Đức, Nhật Bản, và Anh đã kí một bức thư lên án việc giam giữ hàng loạt người Duy Ngô Nhĩ và những nhóm thiểu số khác của Trung Quốc, thúc giục chính phủ Trung Quốc đóng cửa các trại. Trái lại, một tuyên bố chung được viện ra được kí bởi 37 quốc gia kêu gọi chấp thuận chương trình biện pháp chống khủng bố của Trung Quốc trong Tân Cương, bao gồm Algeria, Congo, Nga, Saudi Arabia, Syria, Pakistan, Bắc Triều Tiên, Ai Cập, Nigeria, the Philippines and Sudan.